# Davilla sessilifolia
Davilla sessilifolia Fraga è una pianta appartenente alla famiglia delle Dilleniaceae originaria del Brasile.

## Descrizione

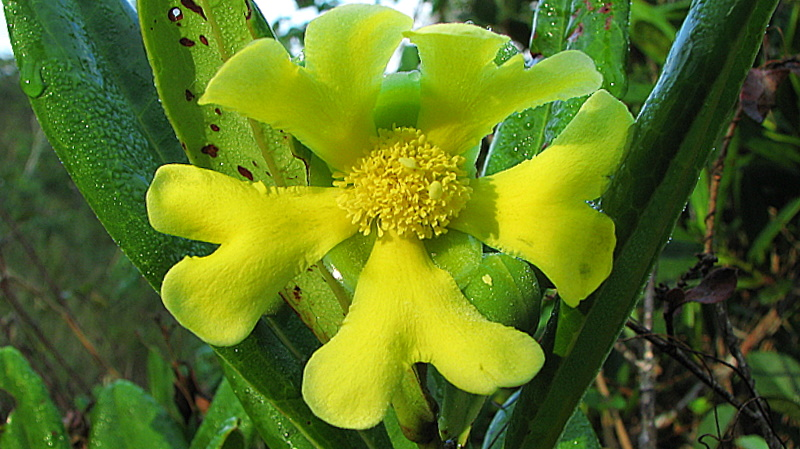
Fiore di D. sessilifolia

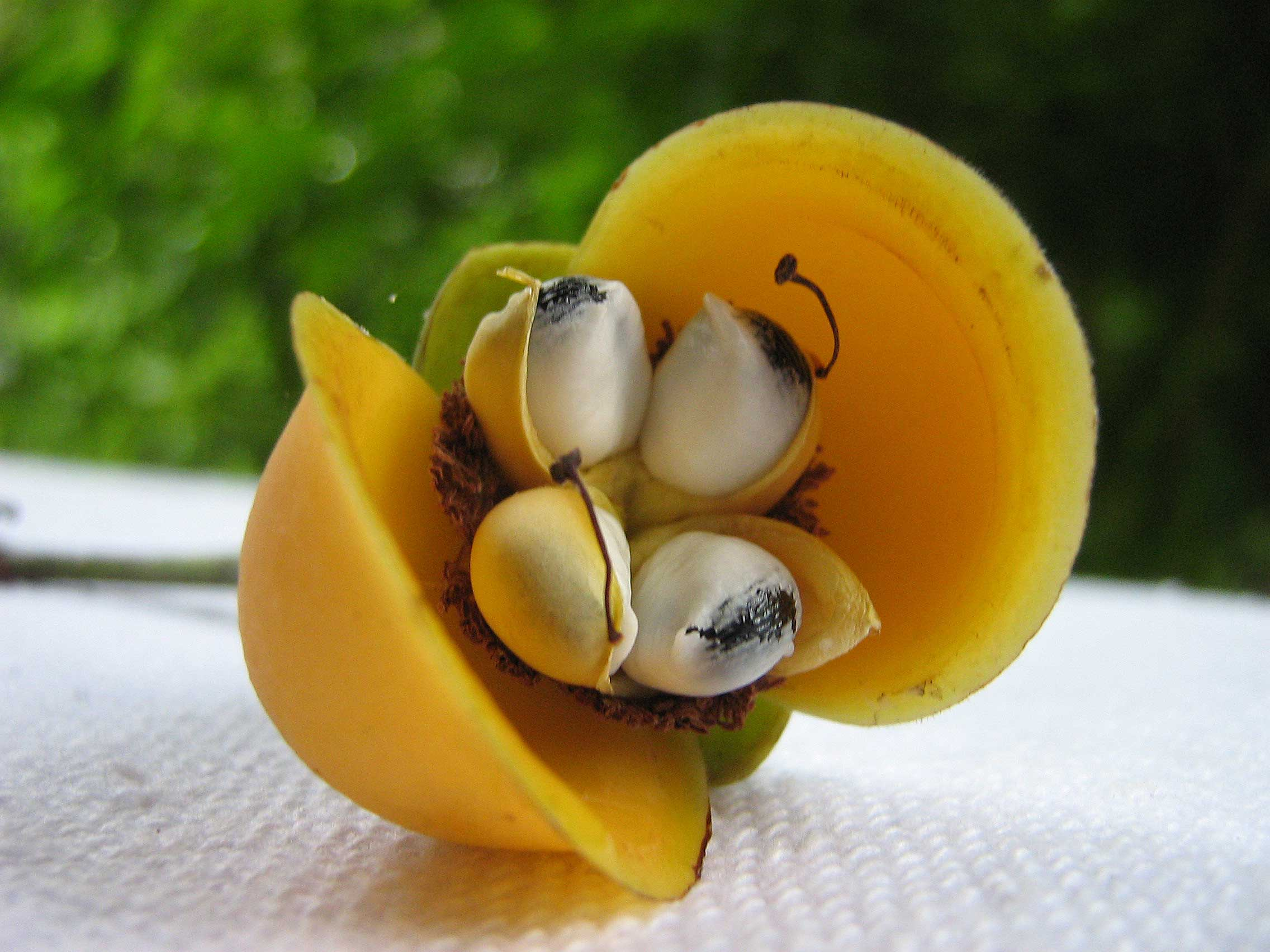
Frutto di D. sessilifolia

D. sessilifolia è una liana, con rami e rametti scarsamente pelosi, che diventano glabri, striati, marroni. Le foglie coriacee, verdi e glabre su entrambe le superfici tranne lungo la nervatura centrale, hanno dimensioni di 4,5–15×1,5–8 cm e sono di forma lanceolata.
L'infiorescenza terminale è portata su steli corti è lunga 7–11 cm e contiene da 3 a 8 fiori. I fiori presentano cinque petali giallastri asimmetrici di circa 2,5×1,5 cm, membranosi, glabri su entrambi i lati.
Il frutto contiene in ogni capsula due semi rugosi, glabri e neri, ricoperti da un arillo papiraceo.

## Distribuzione e habitat
D. sessilifolia è endemica del Brasile ed è nota solo in quattro località nello Stato di Bahia, nelle foreste di tabuleiro e restinga (vegetazione della pianura costiera). La fioritura e la fruttificazione avvengono da ottobre a giugno. Cresce principalmente nel bioma tropicale umido.